# Joe Rullier
Pour les articles homonymes, voir Rullier.
Joe Rullier (né le 28 janvier 1980 à Montréal, Québec au Canada) est un joueur professionnel canadien de hockey sur glace.

## Carrière de joueur
Il commence sa carrière avec l'Océanic de Rimouski de la Ligue de hockey junior majeur du Québec, équipe avec laquelle il passe quatre saisons.
Lors du repêchage de 1998, il est choisi en 5e ronde, 133e au total par les Kings de Los Angeles.
En 2000-2001, il commence sa carrière professionnelle avec les Lock Monsters de Lowell, club-école des Kings de Los Angeles dans la Ligue américaine de hockey.
Il passe ensuite quatre saisons avec les Monarchs de Manchester, puis à l’été 2005, il signe un contrat avec les Rangers de New York. Après avoir commencé la saison avec le Wolf Pack de Hartford, il retourne terminer la saison avec les Monarchs de Manchester.
À l’été 2006, il signe un contrat avec l’organisation des Canucks de Vancouver. Après avoir commencé la saison avec le Moose du Manitoba, il évolue avec les Pirates de Portland et les Falcons de Springfield.
Lors de la saison 2007-2008, il évolue avec les Sound Tigers de Bridgeport et les Kloten Flyers de la LNA (Suisse).
Il revient ensuite en Amérique-du-Nord, alors qu’il dispute trois matchs avec les Sénateurs de Binghamton, puis il porte les couleurs du HPK Hämeenlinna et du Jokerit Helsinki dans la SM-liiga (Finlande).
À l’automne 2010 il participe au camp d’entraînement des Bruins de Boston, puis il se joint aux Condors de Bakersfield de l'East Coast Hockey League.
Il dispute ensuite quelques matchs avec le HC Slovan Bratislava de l’Extraliga (Slovaquie), puis avec le HK Arystan Temirtaou du Championnat du Kazakhstan de hockey sur glace.
Le 8 janvier 2013, il se joint aux Marquis de Jonquière de la Ligue nord-américaine de hockey.
Le 23 décembre 2013 il est échangé aux Braves de Laval en retour de Luis Tremblay.

## Statistiques
Pour les significations des abréviations, voir Statistiques du hockey sur glace.
| Saison    | Équipe                     | Ligue          |    | Saison régulière | Saison régulière | Saison régulière | Saison régulière | Saison régulière |   | Séries éliminatoires | Séries éliminatoires | Séries éliminatoires | Séries éliminatoires | Séries éliminatoires |
| Saison    | Équipe                     | Ligue          | PJ | B                | A                | Pts              | Pun              | PJ               | B | A                    | Pts                  | Pun                  |                      |                      |
| 1996-1997 | Océanic de Rimouski        | LHJMQ          | 23 | 0                | 3                | 3                | 77               | 4                | 0 | 0                    | 0                    | 11                   |                      |                      |
| 1997-1998 | Océanic de Rimouski        | LHJMQ          | 55 | 1                | 10               | 11               | 176              | 16               | 1 | 4                    | 5                    | 34                   |                      |                      |
| 1998-1999 | Océanic de Rimouski        | LHJMQ          | 54 | 7                | 32               | 39               | 202              | 11               | 2 | 3                    | 5                    | 26                   |                      |                      |
| 1999-2000 | Océanic de Rimouski        | LHJMQ          | 49 | 3                | 32               | 35               | 161              | 14               | 1 | 8                    | 9                    | 34                   |                      |                      |
| 2000      | Océanic de Rimouski        | Coupe Memorial | -  | -                | -                | -                | -                | 4                | 0 | 0                    | 0                    | 10                   |                      |                      |
| 2000-2001 | Lock Monsters de Lowell    | LAH            | 63 | 1                | 1                | 2                | 162              | 4                | 0 | 1                    | 1                    | 2                    |                      |                      |
| 2001-2002 | Monarchs de Manchester     | LAH            | 62 | 2                | 2                | 4                | 133              | 3                | 0 | 0                    | 0                    | 5                    |                      |                      |
| 2002-2003 | Monarchs de Manchester     | LAH            | 62 | 3                | 6                | 9                | 166              | 3                | 0 | 0                    | 0                    | 2                    |                      |                      |
| 2003-2004 | Monarchs de Manchester     | LAH            | 73 | 3                | 12               | 15               | 186              | 6                | 0 | 0                    | 0                    | 4                    |                      |                      |
| 2004-2005 | Monarchs de Manchester     | LAH            | 71 | 3                | 13               | 16               | 322              | 6                | 0 | 2                    | 2                    | 27                   |                      |                      |
| 2005-2006 | Wolf Pack de Hartford      | LAH            | 51 | 6                | 22               | 28               | 123              | -                | - | -                    | -                    | -                    |                      |                      |
| 2005-2006 | Monarchs de Manchester     | LAH            | 16 | 2                | 1                | 3                | 37               | 7                | 0 | 3                    | 3                    | 14                   |                      |                      |
| 2006-2007 | Moose du Manitoba          | LAH            | 24 | 2                | 6                | 8                | 62               | -                | - | -                    | -                    | -                    |                      |                      |
| 2006-2007 | Pirates de Portland        | LAH            | 6  | 0                | 1                | 1                | 14               | -                | - | -                    | -                    | -                    |                      |                      |
| 2006-2007 | Falcons de Springfield     | LAH            | 10 | 0                | 5                | 5                | 18               | -                | - | -                    | -                    | -                    |                      |                      |
| 2007-2008 | Sound Tigers de Bridgeport | LAH            | 20 | 1                | 6                | 7                | 58               | -                | - | -                    | -                    | -                    |                      |                      |
| 2007-2008 | Kloten Flyers              | LNA            | 12 | 0                | 1                | 1                | 40               | 1                | 0 | 0                    | 0                    | 0                    |                      |                      |
| 2008-2009 | Sénateurs de Binghamton    | LAH            | 3  | 0                | 1                | 1                | 2                | -                | - | -                    | -                    | -                    |                      |                      |
| 2008-2009 | HPK Hämeenlinna            | SM-liiga       | 6  | 0                | 0                | 0                | 24               | -                | - | -                    | -                    | -                    |                      |                      |
| 2009-2010 | Jokerit Helsinki           | SM-liiga       | 11 | 1                | 2                | 3                | 51               | -                | - | -                    | -                    | -                    |                      |                      |
| 2010-2011 | Condors de Bakersfield     | ECHL           | 19 | 1                | 6                | 7                | 74               | -                | - | -                    | -                    | -                    |                      |                      |
| 2010-2011 | HC Slovan Bratislava       | Extraliga      | 1  | 0                | 0                | 0                | 2                | 7                | 0 | 1                    | 1                    | 40                   |                      |                      |
| 2011-2012 | HK Arystan Temirtaou       | Kazakhstan     | 11 | 2                | 2                | 4                | 24               |                  |   |                      |                      |                      |                      |                      |
| 2012-2013 | HK Arystan Temirtaou       | Kazakhstan     | 7  | 1                | 0                | 1                | 8                | -                | - | -                    | -                    | -                    |                      |                      |
| 2012-2013 | Marquis de Jonquière       | LNAH           | 10 | 0                | 1                | 1                | 13               | -                | - | -                    | -                    | -                    |                      |                      |
| 2013-2014 | Marquis de Jonquière       | LNAH           | 14 | 2                | 1                | 3                | 54               | -                | - | -                    | -                    | -                    |                      |                      |
| 2013-2014 | Braves de Laval            | LNAH           | 9  | 2                | 5                | 7                | 50               | 4                | 1 | 0                    | 1                    | 14                   |                      |                      |
| 2014-2015 | Prédateurs de Laval        | LNAH           |    | 8                | 0                | 1                | 1                | 29               |   | 2                    | 0                    | 0                    | 0                    | 9                    |
| 2015-2016 | Prédateurs de Laval        | LNAH           |    | 2                | 0                | 0                | 0                | 2                |   | -                    | -                    | -                    | -                    | -                    |

### En équipe nationale
| Année | Équipe | Compétition                 |   | PJ | B | A | Pts | Pun                |  | Résultats |
| 2000  | Canada | Championnat du monde junior | 7 | 0  | 0 | 0 | 0   | Médaille de bronze |  |           |

## Trophées et honneurs personnels
- Ligue de hockey junior majeur du Québec
  - 1999-2000 : remporte la Coupe du président et la Coupe Memorial avec l’Océanic de Rimouski.